# Brian Salcido
Brian Michael Salcido, född 14 april 1985 i Hermosa Beach, Kalifornien, är en amerikansk professionell ishockeyback som spelar för ERC Ingolstadt i DEL.
Salcido valdes av Mighty Ducks of Anaheim i andra rundan som 141:e spelare totalt i 2005 års NHL-draft.

## Klubbar
- Colorado College 2003–2006
- Portland Pirates 2006–2008
- Iowa Chops 2008–2009
- Manitoba Moose 2009–2010
- HC Sparta Praha 2010
- SaiPa 2010–2013, 2014–2015
- HK Amur Chabarovsk 2013–2014
- JYP 2014
- ERC Ingolstadt 2015–